# Servizio ferroviario metropolitano di Cagliari
Il servizio metropolitano di Cagliari è un servizio ferroviario metropolitano esercito da Trenitalia sulla tratta da Cagliari a Decimomannu della ferrovia Cagliari-Golfo Aranci, istituito il 10 giugno 2001 ed esteso ai giorni festivi dal giugno 2013.

## Caratteristiche

### L'infrastruttura
Il servizio collega il capoluogo con l'area nord-ovest del suo hinterland sino a giungere a Decimomannu. Dal punto di vista infrastrutturale viene sfruttata la parte iniziale della Dorsale Sarda, per complessivi 16,61 km di linea a doppio binario, raddoppio attivo dal 1984. In questa frazione di linea esistevano all'epoca 4 stazioni: Cagliari, Cagliari Elmas (situata nel comune di Elmas, sino a fine anni ottanta frazione di Cagliari) e Assemini, impianti nati con la ferrovia nell'ultimo trentennio dell'Ottocento e più volte ristrutturati nella loro storia, più la stazione di Decimomannu, inaugurata nel 1984 per sostituire l'originario scalo decimese. A questi scali si aggiunsero dal 14 giugno 2009 le fermate di Cagliari Santa Gilla, Assemini Carmine e Assemini Santa Lucia.
Con il cambio orario del 9 giugno 2013 venne attivata anche la fermata di Elmas Aeroporto, al servizio dell'aeroporto di Cagliari-Elmas, e contemporaneamente vennero chiuse all'esercizio le fermate di Assemini Carmine e Assemini Santa Lucia, riattivate poi un anno più tardi.

### Il materiale rotabile
I treni utilizzati sono composti da Hitachi Blues, Minuetto diesel e ATR 220 Tr "Swing".

### Il servizio
Al 2013 la frequenza media delle corse che effettuavano tutte le fermate (8 per direzione, classificati all'epoca come treni metropolitani (M), tranne che dal dicembre 2012 al giugno 2013 e fino a giugno 2009, quando furono classificati come treni regionali), era di una corsa ogni 2 ore circa.
La tratta Cagliari–Decimomannu è percorsa anche da altri treni regionali, con fermate ad Elmas Aeroporto, Cagliari Elmas e Assemini, diretti a varie destinazioni. Vi sono inoltre relazioni di questo tipo che non effettuano fermate intermedie in questa porzione di linea.
Il servizio venne definito dal gestore come metropolitano, benché negli anni Venti i treni risultino classificati nuovamente come regionali.